# Prasinocyma uniformata
Prasinocyma uniformata là một loài bướm đêm trong họ Geometridae.